# Wittislingen
Wittislingen es una pequeña localidad, de poco más de 2000 habitantes, en la región administrativa de Suabia, en el distrito de Dilinga, dentro del estado libre y federado de Baviera, Alemania. Se encuentra cercana de las localidades de Mödingen (2,9 km), Ziertheim (4,0 km) y Haunsheim (4,1 km) y se localiza 101 km al noroeste de Múnich, la capital de la Baviera.